# Annelize Naudé
Annelize Naudé (Kempton Park, 1 januari 1977) is een in Zuid-Afrika geboren Nederlandse squashspeelster. Naudé werd eenmaal nationaal kampioene van Zuid-Afrika en tweemaal Nederlands kampioene. Naudé won samen met Vanessa Atkinson en Orla Noom in 2010 het Europees kampioenschap voor vrouwen in Aix-en-Provence. Samen versloegen ze in de halve finale het Engelse team (2-1), dat de voorgaande 32 titels allemaal won. In de finale werd ook Frankrijk verslagen (2-1).
Naudé begon in Zuid-Afrika op 9-jarige leeftijd met het spelen van squash en speelt anno 2006 haar competitiewedstrijden bij Squashclub Amstelpark in Amsterdam. Haar trainster is Liz Irving. Naudé bereikte zeven finales van internationale toernooien, waarvan ze er twee in winst wist om te zetten.
Haar internationale squashcarrière begon in 1996, toen ze het jaar afsloot als nummer 53 van de wereldranglijst. Twee jaar later was ze al opgeklommen naar de 36e positie. Daarna ging het even wat minder en zakte ze wat weg, met een 86e positie als absolute dieptepunt in mei 2000. Binnen no-time steeg ze echter naar de 30e positie die ze in november van dat jaar bereikte. Op dit positie werd het jaar vervolgens ook afgesloten. De stijgende lijn werd voortgezet maar ging logischerwijs wel minder snel. Eind 2001 stond ze op de 25e positie en een jaar later op de 20e. In maart 2003 bereikte ze zelfs de 18e plaats, maar daarna moest ze weer genoegen nemen met een iets lagere rangschikking. De drie finales die ze in 2004 bereikte zorgden ervoor dat ze weer opklom naar de 21e positie. 2005 bleek een erg constant jaar te zijn en ze klom al snel op naar de 14e positie die ze het gehele jaar vast kon houden. In januari 2006 mocht ze zelfs even op de 13e plaats bivakkeren, maar kwam daarna weer op plaats 14 terecht.
Naudé bereikte haar eerste finale in een internationaal toernooi in 1999, toen ze in het Deense Sønderborg Didi Harris en Daphne Jelgersma versloeg. In de finale moest ze echter de winst laten aan Pamela Nimmo uit Schotland. Na in zowel 2000 als in 2001 opnieuw een finale te hebben verloren kwam in 2001 de ommekeer toen ze opnieuw de finale in Sonderborg wist te behalen. Dit keer trof ze opnieuw een Schotse aan in de finale. Senga MacFie werd na vijf sets verslagen en de eerste toernooiwinst voor Naudé was een feit. Daarna moest ze tot 2004 wachten alvorens ze haar tweede titel in de wacht sleepte. Op de Swiss Open werd Laura-Jane Lengthorn verslagen. In de finale van Sports World Mexican Open verloor ze van landgenote Vanessa Atkinson. Hetzelfde jaar werd ze Nederlands kampioen, mede doordat Vanessa Atkinson niet mee deed. Op het wereldkampioenschap van 2005 wist ze tot de laatste 16 te komen.
In 2008 werd Naudé voor de 2e maal Nederlands kampioene. In de finale verraste ze Vanessa Atkinson met 3-2 (14-12, 11-8, 6-11, 6-11, 11-3)  

## Statistieken
- Nederlands kampioen (2x) : 2004, 2008

### Internationale finaleplaatsen
| jaar | toernooi                       | tegenstandster       | winst/verlies | score                   |
| ---- | ------------------------------ | -------------------- | ------------- | ----------------------- |
| 1999 | Sonderborg Danish Open         | Pamela Nimmo         | verlies       | 9-5, 8-10, 2-9, 7-9     |
| 2000 | Chestnut Hill Springside Open  | Carol Owens          | verlies       | 1-9, 2-9, 2-9           |
| 2001 | Singapore Open                 | Shelley Kitchen      | verlies       | 7-9, 4-9, 2-9           |
| 2002 | Sonderborg Danish Open         | Senga MacFie         | winst         | 3-9, 4-9, 9-5, 9-3, 9-4 |
| 2004 | Savcor Finnish Open            | Tegwen Malik         | verlies       | 2-9, 5-9, 6-9           |
| 2004 | Swiss Open                     | Laura-Jane Lengthorn | winst         | 9-6, 9-5, 9-7           |
| 2004 | Sports World Mexican Open      | Vanessa Atkinson     | verlies       | 4-9, 1-9, 2-9           |
| 2005 | Country View Kuala Lumpur Open | Nicol David          | verlies       | 4-9, 2-9, 0-9           |
| 2005 | Irish Open                     | Madeline Perry       | verlies       | 4-9, 9-2, 9-7, 4-9, 6-9 |

### Eindrangschikking wereldranglijst
| 1996 | 1997 | 1998 | 1999 | 2000 | 2001 | 2002 | 2003 | 2004 | 2005 | 2006 |
| ---- | ---- | ---- | ---- | ---- | ---- | ---- | ---- | ---- | ---- | ---- |
| 53e  | 55e  | 36e  | 48e  | 30e  | 25e  | 20e  | 31e  | 21e  | 14   | 14e* |

* maart 2006